# The Totem Mark
The Totem Mark è un cortometraggio muto del 1911 diretto da Otis Turner che firma la sceneggiatura insieme a Hobart Bosworth.

## Produzione
Il film fu prodotto dalla Selig Polyscope Company.

## Distribuzione
Distribuito dalla General Film Company, il film - un cortometraggio in una bobina - uscì nelle sale cinematografiche statunitensi il 5 settembre 1911.